# Gérard Bessette
Gérard Bessette (ur. 25 lutego 1920 w Sainte-Anne-de-Sabrevois, zm. 21 lutego 2005 w Kingston (Ontario)) – kanadyjski pisarz francuskojęzyczny.

## Życiorys
W 1944 ukończył École normale Jacques-Cartier, w 1950 uzyskał doktorat z literatury francuskiej na Uniwersytecie Montrealskim. W 1947 jego poemat Le Coureur przyniósł mu drugą nagrodę w konkursie literackim Quebecu. Później zajął się pisaniem powieści o Quebecu i społeczeństwie Montrealu - La Bagarre (1958), Le Libraire (1960) i Les Pédagogues (1961), następnie Le Libraire (1965), w których przedstawiał krytyczny obraz środowisk drobnomieszczańskich Quebecu. W powieściach L’Incubation (1965) i Le Semestre (1979) prowadził obserwacje realistyczne i poszukiwania formalne. W 1968 opublikował pracę krytycznoliteracką Une littérature en ébullition.